# Uffe Elbæk
Uffe Elbæk (ur. 15 czerwca 1954 w Ry) – duński polityk i dziennikarz, poseł do Folketingetu, od 2011 do 2012 minister kultury.

## Życiorys
W 1975 został absolwentem szkoły średniej Aalborg Katedralskole. W 1982 ukończył pedagogikę społeczną w Peter Sabroe Seminariet, a w 1987 dziennikarstwo w Danmarks Journalisthøjskole. Pracował jako dziennikarz i publicysta m.in. czasopisma „Dagbladet Information”. W 1991 założył szkołę biznesową (Kaospiloterne), kierował nią do 2006. W latach 2001–2005 wchodził w skład rady miejskiej Aarhus. W latach 2007–2009 był dyrektorem wykonawczym World Outgames 2009 w Kopenhadze (olimpiady sportu i kultury organizowanej dla społeczności LGBT). W 2010 założył firmę doradczą Change the Game.
W wyborach w 2011 uzyskał mandat deputowanego do duńskiego parlamentu z ramienia Det Radikale Venstre. 3 października tego samego roku objął stanowisko ministra kultury w rządzie Helle Thorning-Schmidt. Funkcję tę sprawował do 6 grudnia 2012, kiedy to zastąpiła go Marianne Jelved.
W 2013 założył nową partię polityczną pod nazwą Alternatywa. W wyborach w 2015 ugrupowanie to przekroczyło próg wyborczy, a jego lider objął jeden z przypadających mu mandatów. W 2019 z powodzeniem ubiegał się o reelekcję. W 2020 na czele Alternatywy zastąpiła go Josephine Fock. Kilka tygodni po jej wyborze Uffe Elbæk opuścił partię. W tym samym roku współtworzył nowe ekologiczne ugrupowanie Frie Grønne. Przed wyborami w 2022 powrócił jednak do Alternatywy.

## Życie prywatne
Uffe Elbæk jest jawnym gejem, zawarł rejestrowany związek partnerski z antropologiem Janem Pedersenem. Ma syna z poprzedniego związku.